# Herbert Range
L'Herbert Range è una catena montuosa che fa parte dei Monti della Regina Maud, in Antartide. Si estende dal bordo dell'Altopiano Antartico fino alla Barriera di Ross, tra il Ghiacciaio Axel Heiberg e il Ghiacciaio Strom.
La denominazione fu assegnata dal Comitato neozelandese per i toponimi antartici (NZ-APC) in onore di Walter W. Herbert, responsabile del gruppo sud della New Zealand GSAE (1961–62) che esplorò l'area del Ghiacciaio Axel Heiberg.

## Elevazioni principali
Le vette principali includono:
- Ghiacciaio Axel Heiberg
- Bell Peak
- Bigend Saddle
- Ghiacciaio Cohen
- Monte Balchen
- Monte Betty
- Monte Cohen
- Ghiacciaio Sargent
- Ghiacciaio Strom
- Zigzag Bluff